# Trasporti in Andorra
Questa voce raccoglie alcuni trasporti in Andorra.

## Sistema ferroviario

### Ferrovie
Per il momento in Andorra non sono presenti ferrovie, tuttavia ora il governo di Andorra sta studiando un sistema di trasporti chiamato "Metro Aeri", che dovrebbe collegare le principali cittadine del piccolo Stato.

## Sistema stradale
- Totale: 269 km
- Di cui asfaltate: 198 km
- Di cui bianche: 71 km (1994)